# Gabon i olympiska sommarspelen 2020
Gabon deltog med en trupp på fem idrottare vid de olympiska sommarspelen 2020 i Tokyo som hölls mellan den 23 juli och 8 augusti 2021 efter att ha blivit framflyttad ett år på grund av coronaviruspandemin. Det var 11:e sommar-OS som Gabon deltog vid. Ingen av landets deltagare erövrade någon medalj.

## Friidrott
Förkortningar
- Notera– Placeringar avser endast det specifika heatet.
- Q = Tog sig vidare till nästa omgång
- q = Tog sig vidare till nästa omgång som den snabbaste förloraren eller, i teknikgrenarna, genom placering utan att nå kvalgränsen
- i.u. = Omgången fanns inte i grenen
- Bye = Idrottaren behövde inte tävla i omgången

Gång- och löpgrenar
| Idrottare         | Gren            | Heat     | Heat      | Kvartsfinal | Kvartsfinal | Semifinal        | Semifinal        | Final            | Final            |
| Idrottare         | Gren            | Resultat | Placering | Resultat    | Placering   | Resultat         | Placering        | Resultat         | Placering        |
| ----------------- | --------------- | -------- | --------- | ----------- | ----------- | ---------------- | ---------------- | ---------------- | ---------------- |
| Guy Maganga Gorra | Herrarnas 100 m | 10,61    | 2 Q       | 10,77       | 8           | Gick inte vidare | Gick inte vidare | Gick inte vidare | Gick inte vidare |

## Judo
| Idrottare           | Gren                           | Sextondelsfinal      | Åttondelsfinal       | Kvartsfinal          | Semifinal            | Återkval             | Final / BM           | Final / BM       |
| Idrottare           | Gren                           | Motståndare Resultat | Motståndare Resultat | Motståndare Resultat | Motståndare Resultat | Motståndare Resultat | Motståndare Resultat | Placering        |
| ------------------- | ------------------------------ | -------------------- | -------------------- | -------------------- | -------------------- | -------------------- | -------------------- | ---------------- |
| Sarah-Myriam Mazouz | Damernas halv tungvikt (78 kg) | Pacut (POL) L 00–01  | Gick inte vidare     | Gick inte vidare     | Gick inte vidare     | Gick inte vidare     | Gick inte vidare     | Gick inte vidare |

## Simning
| Idrottare  | Gren                  | Heat  | Heat      | Semifinal        | Semifinal        | Final            | Final            |
| Idrottare  | Gren                  | Tid   | Placering | Tid              | Placering        | Tid              | Placering        |
| ---------- | --------------------- | ----- | --------- | ---------------- | ---------------- | ---------------- | ---------------- |
| Adam Mpali | Herrarnas 50 m frisim | 27,66 | 68        | Gick inte vidare | Gick inte vidare | Gick inte vidare | Gick inte vidare |
| Aya Mpali  | Damernas 50 m frisim  | 32,24 | 77        | Gick inte vidare | Gick inte vidare | Gick inte vidare | Gick inte vidare |

## Taekwondo
| Idrottare     | Gren                        | Åttondelsfinal         | Kvartsfinal          | Semifinal            | Återkval             | Final / BM           | Final / BM       |
| Idrottare     | Gren                        | Motståndare Resultat   | Motståndare Resultat | Motståndare Resultat | Motståndare Resultat | Motståndare Resultat | Placering        |
| ------------- | --------------------------- | ---------------------- | -------------------- | -------------------- | -------------------- | -------------------- | ---------------- |
| Anthony Obame | Herrarnas tungvikt (+80 kg) | Trajkovic (SLO) L 5–26 | Gick inte vidare     | Gick inte vidare     | Gick inte vidare     | Gick inte vidare     | Gick inte vidare |